# Gouveia (Alfândega da Fé)
Gouveia ist ein Ort und eine ehemalige Gemeinde (Freguesia) im portugiesischen Kreis Alfândega da Fé. In der Gemeinde lebten 122 Einwohner (Stand 30. Juni 2011).
Am 29. September 2013 wurden die Gemeinden Gouveia, Eucísia und Valverde zur neuen Gemeinde União das Freguesias de Eucísia, Gouveia e Valverde zusammengefasst.